# Переводчикове
Переводчи́кове — село в Україні, у Шишацькій селищній громаді Миргородського району Полтавської області. Населення становить 89 осіб. До 2015 орган місцевого самоврядування — Пришибська сільська рада.

## Географія
Село Переводчикове знаходиться за 1 км від лівого берега річки Грузька Говтва, вище за течією на відстані 1,5 км розташоване село Пришиб, нижче за течією на відстані 1,5 км розташоване село Горішнє, на протилежному березі — село Легейди. По селу протікає пересихаючий струмок з загатою.

## Історія
12 червня 2020 року, відповідно до розпорядження Кабінету Міністрів України № 721-р «Про визначення адміністративних центрів та затвердження територій територіальних громад Полтавської області», село увійшло до складу Шишацької селищної громади.
19 липня 2020 року, в результаті адміністративно - територіальної реформи та ліквідації Шишацького району, село увійшло до складу новоутвореного Миргородського району Полтавської області.

## Спогади мешканців
Анатолій Матяш, заступник директора Національного музею-заповідника М. В. Гоголя
«Село Переводчикове займає особливе місце у моєму житті. Тут розпочався життєвий шлях моєї мами Галини Матяш, тут народилися і прожили найбільшу частину життя покійний дідусь Микола Степанович Омеляненко і бабуся Меланія Мефодіївна, і донині залишається берегинею родини.
Сьогодні, мешкаючи у Гоголевому поруч із Переводчиковим і працюючи у Національному музеї-заповіднику М. В. Гоголя, маю змогу досліджувати  і займатися  краєзнавством. Добре пам'ятаю з дідусевих розповідей, що назва села походить від пана, який був „переводчиком“. Хто він? Чому саме на його честь назвали улюблене село мого дитинства? Ось про що розповідав дід босоногому онукові довгими годинами сидячи на лавці біля свого обійстя, а мала дитина із захватом вбирала в себе розповіді про давнину.
Спогади старожилів різняться, відомості ХІХ — ХХ ст. дуже скупі та інколи суперечливі, ранні дослідження про походження назви Переводчикового не зафіксовані документально.
Тому, досліджуючи історію відомих родів, які проживали навколо гоголівської Яновщини, переглядаючи історичну літературу, матеріали, документи, я шукав ранні згадки про село Переводчикове. І мої сподівання увінчалися успіхом.
До найближчого оточення Гоголів-Яновських протягом кількох поколінь належали Данилевські. Лев Данилевський був ровесником діда Миколи Гоголя Опанаса Дем'яновича і його найближчим сусідом. Левко Данилевський мав 22 хати у хуторі Купчинському (Яновщині), а також маєтності у містечку Шишаках, селі Перевозі та Пришибі. У 1766—1767 рр. він служив Миргородським полковим хорунжим, мав звання бунчукового товариша. У 1782 році перебував на посаді Миргородського повітового скарбника. Це була на той час дуже поважна посада.
У книзі „Миргородщина: козацька і гоголівська“ краєзнавець Людмила Розсоха згадує родича Лева Данилевського Івана (можливо, це був брат). Іван Данилевський, маючи добру освіту, у 1770 р. служив у Петербурзі перекладачем Державної колегії іноземних справ. Він був першим в українському роді Данилевських, від кого пішла традиція служити в північній столиці тодішньої Російської імперії. Іван успадкував від батьків маєтності у двох сусідніх селах Миргородського полку — Олефірівці і Семереньках.
Родину Івана Данилевського у гоголівському краї прозивали за його службовою посадою „Переводчиками“. Можливо, Іван мав маєтності і поблизу Переводчикового, приїжджав до Левка Данилевського на гостину в хутір Купчин, де міг зустрітися зі своєю майбутньою дружиною „Переводчицею“. У 1781 р. вона мала у Шишацькій сотні хутір за дві версти від гоголівської Яновщини. Аж до початку ХХ ст. населений пункт зберігав свою назву — Переводчиків хутір (за деякими відомостями, „деревня Переводчиков“). Пізніше, як зустрічаємо у документах, — село Переводчикове, до складу якого ввійшли козацькі хутори, кутки Чмирі, Омелянки, Сліпці та Гончарі.
Ось такі скупі відомості про походження села Переводчикове. Історія нашого краю зберігає ще багато таємниць, які з часом будуть розкриті: про найперші згадки, походження наших сіл і містечок, про зародження життя на теренах нашого краю.
Низько вклоняюся краєзнавцям нашої Шишаччини за їх ентузіазм, безцінну працю щодо відтворення історії рідного краю. Чим більше буде книг, статей, згадок, тим менше залишиться невідомих сторінок з історії шишацьких сіл для нащадків».